# Jonas Odell
Jonas Odell (ur. 10 listopada 1962 w Sztokholmie) – szwedzki reżyser oraz założyciel FilmTecknarna. Nakręcił wiele wideoklipów, krótkich filmów oraz reklam. Jeden z jego krótkich filmów, Never like the first time!, otrzymał w 2006 nominację do nagrody Złotego Niedźwiedzia na berlińskim festiwalu filmowym. 

## Wideoklipy
- Erasure - "Come Up And See Me" (2003)
- Goldfrapp - "Strict Machine" (2003)
- Franz Ferdinand - "Take Me Out" (2004)
- Mad Action - "Smile" (2004)
- El Presidente - "Rocket" (2004)
- Tahiti 80 - "Changes" (2004)
- Feeder - "Feeling A Moment" (2005)
- Audiobullys - "Shot You Down" (2005)
- "Music Evolution" - wideo do bajki stacji Cartoon Network, Josie and the Pussycats
- U2 - "Window in the Skies" (2006)

## Wybrane filmy
- Exit (1990) (Stig Bergkvist, Marti Ekstrand & Lars Olsson)
- Revolver (1993) (Stig Bergkvist, Marti Ekstrand & Lars Olsson)
- Body Parts (1994)
- Family & Friends (2002)
- Never Like The First Time! (2006)

## Kompilacje
- Alla talar svenska! (DVD 2007) (Stig Bergkvist, Marti Ekstrand & Lars Olsson)